# William Kerr, VI marchese di Lothian
William Kerr, VI marchese di Lothian (4 ottobre 1763 – Richmond upon Thames, 27 aprile 1824), è stato un nobile scozzese.

## Biografia
Egli era il figlio del generale William Kerr, V marchese di Lothian, e di sua moglie, Lady Elizabeth Fortescue.
Ha ricoperto la carica di Lord luogotenente di Roxburghshire e di Midlothian. Si guadagnò il grado di colonnello al servizio della Milizia di Edimburgo.
Morì il 27 aprile 1824.

## Matrimoni

### Primo Matrimonio
Sposò, il 14 aprile 1793 a Londra, Lady Harriet Hobart, figlia di John Hobart, II conte di Buckinghamshire, e di Mary Ann Drury. Ebbero quattro figli:
- John Kerr, VII marchese di Lothian (1794-1841);
- Lord Schomberg Robert (1795-1825);
- Lady Isabella Emily Caroline (1797-1858);
- Lord Henry Francis Charles (1800-1882), sposò Louisa Hope, ebbero sei figli.

Sua moglie morì nel 1805.

### Secondo Matrimonio
Sposò, il 1º dicembre 1806 a Dalkeith House, Lady Harriet Scott, figlia più giovane di Henry Scott, III duca di Buccleuch. Ebbero otto figli:
- Lady Georgiana Elizabeth Kerr (27 settembre 1807-19 marzo 1871), sposò Charles Trefusis, XIX barone Clinton, ebbero nove figli;
- Lady Harriet Louise Anne (?-24 aprile 1884), sposò Sir John Hepburn-Forbes, VIII Baronetto, ebbero una figlia;
- Lady Frances (?-25 marzo 1863), sposò George Wade, non ebbero figli;
- Lady Anne Katherine (?-6 dicembre 1829);
- Lady Georgiana Augusta (?-12 febbraio 1859), sposò Rev. Granville Forbes, non ebbero figli;
- Lord Charles Lennox (1º luglio 1814-15 marzo 1898), sposò Charlotte Hanmer, ebbero sei figli;
- Lord Mark Ralph George (1817-1900);
- Lord Frederick Herbert (30 settembre 1818-15 gennaio 1896), sposò Emily Maitland, ebbero nove figli.

## Onorificenze
| Controllo di autorità | VIAF (EN) 2132152744518427850006 |